# 1922 في فرنسا
فيما يلي قوائم الأحداث التي وقعت خلال عام 1922 في فرنسا.

## أحداث
- 7 أبريل – أول حادث جوي لطائرة مدنية

## رياضة
- 16 أبريل – سباق باريس روبيه 1922 الفائزون إميل ماسون، Jean Rossius [الإنجليزية]‏، Albert Dejonghe [الإنجليزية]‏.

## ظهور
- 1 يناير – البحث عن الزمن المفقود

## مواليد

### يناير
- 7 يناير – جان بيير رامبال
- 24 يناير – دانييل بوولنجر

### فبراير
- 4 فبراير – أندريه برول دراج فرنسي.

### مارس
- 24 مارس – جوزيه كابانيس

### مايو
- 5 مايو – دينيسي نويل ممثلة فرنسية.

### يونيو
- 3 يونيو – آلان رينيه مخرج أفلام فرنسي.

### يوليو
- 7 يوليو – فرانسيس جانسون فيلسوف فرنسي.
- 25 يوليو – فرنسوا بيرير

### أغسطس
- 18 أغسطس – ألان روب جرييه

### سبتمبر
- 16 سبتمبر – غاي هاملتن
- 25 سبتمبر – روجر إتتشيغاريه
- 30 سبتمبر – ميشيل يموان

### أكتوبر
- 21 أكتوبر – ليليان بيتنكور

### ديسمبر
- 21 ديسمبر – سيسيل ديويت

## وفيات

### يناير
- 16 يناير – هنري بروكار (مواليد 1845)
- 22 يناير – كامي جوردان (مواليد 1838) رياضياتي فرنسي.

### فبراير
- 25 فبراير – هنري لاندرو (مواليد 1869)

### مارس
- 7 مارس – وليام لورينتز (مواليد 1895) لاعب كرة مضرب فرنسي.
- 18 نوفمبر – مارسيل بروست (مواليد 1871)
- 22 مارس – لويس أنطوان رانفييه (مواليد 1835)

### مايو
- 18 مايو – شارل لافران (مواليد 1845) طبيب فرنسي.

### أغسطس
- 18 أغسطس – إرنست لافيس (مواليد 1842) مؤرخ فرنسي.
- 28 أغسطس – غاستون، كونت أو (مواليد 1842)
- 29 أغسطس – جورج سيرويل (مواليد 1847)

### سبتمبر
- 18 سبتمبر – جول ايميه باتاندييه (مواليد 1848) عالم نبات فرنسي.

### أكتوبر
- 3 أكتوبر – أدمون بونيت (مواليد 1848) عالم نبات فرنسي.

### نوفمبر
- 18 نوفمبر – مارسيل بروست (مواليد 1871)

### ديسمبر
- 30 ديسمبر – غاستون بونيه (مواليد 1853) عالم نبات فرنسي.